# National Trust for Historic Preservation

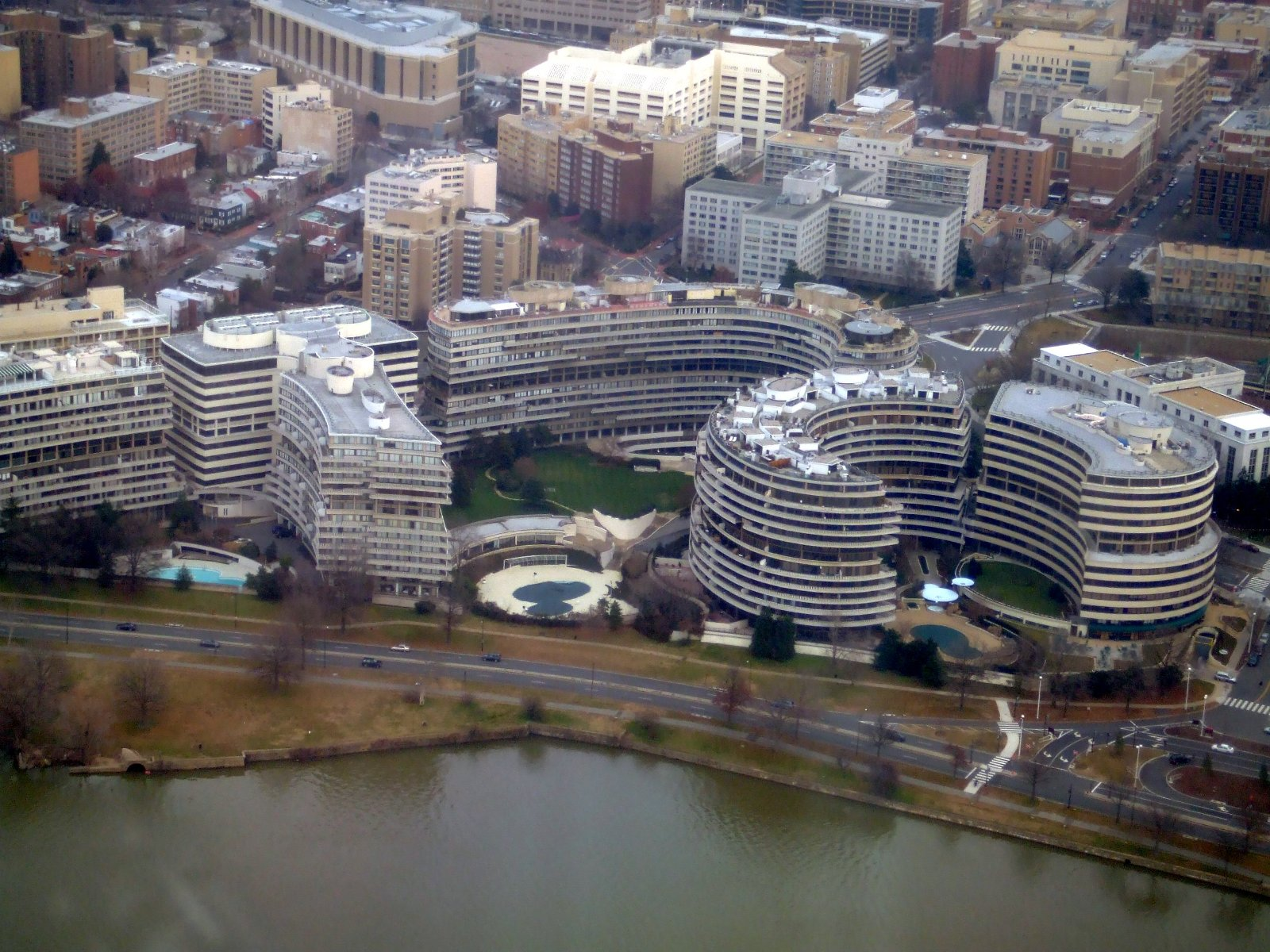
Der Hauptsitz vom National Trust for Historic Preservation liegt seit 2013 im Watergate-Gebäudekomplex, in Washington

Der National Trust for Historic Preservation (deutsch etwa: „Nationale Treuhandgesellschaft zum Erhalt von Geschichte“) ist eine US-amerikanische gemeinnützige Organisation, die sich hauptsächlich durch private Mitgliedsbeiträge finanziert. Sie wurde 1949 durch ein Statut des Kongress der Vereinigten Staaten ins Leben gerufen, um die Erhaltung von historischen Gebäuden und Stadtvierteln durch eine Reihe von Programmen und Aktivitäten zu unterstützen. Zu den Aktivitäten zählt die Herausgabe der Zeitschrift Preservation.
Das Leitbild wurde wie folgt zusammengefasst:
„The National Trust for Historic Preservation provides leadership, education and advocacy to save America's diverse historic places and revitalize our communities.“
„Die Nationale Treuhandgesellschaft zum Erhalt von Geschichte bereitet die Führungsrolle, Bildung und die Fürsprache zum Erhalt amerikanischer verschiedener  historischer Orte und zur Wiederbelebung von Gemeinschaften.“
Der Trust hat die Tochtergesellschaften National Main Street Center und National Trust Community Investment Corporation
und angeschlossene Unternehmen Historic Hotels of America, National Trust Insurance Services und National Trust Tours.

## Geschichte

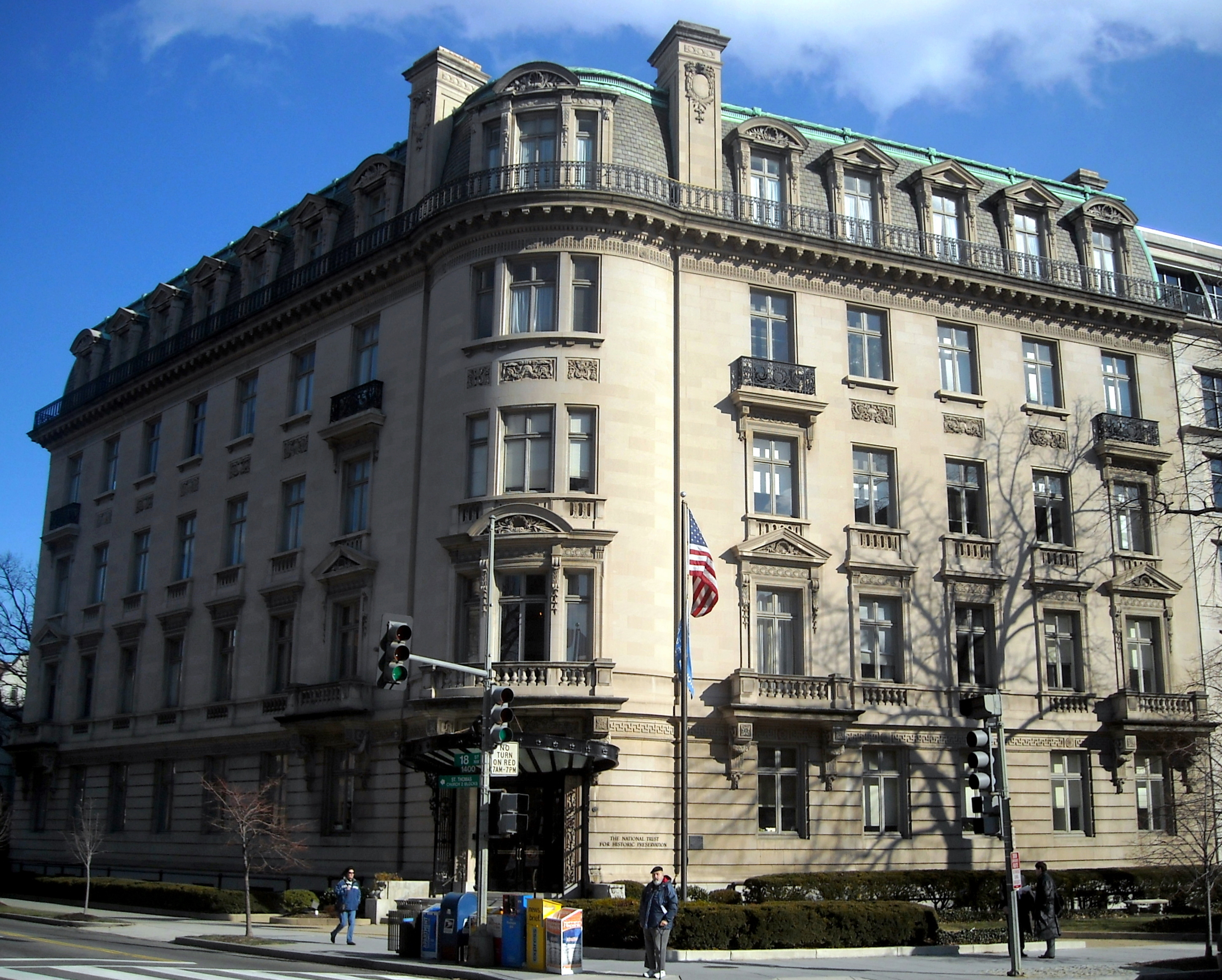
Der National Trust for Historic Preservation Hauptsitz bis 2013, lag im Andrew Mellon Building im Dupont Circle

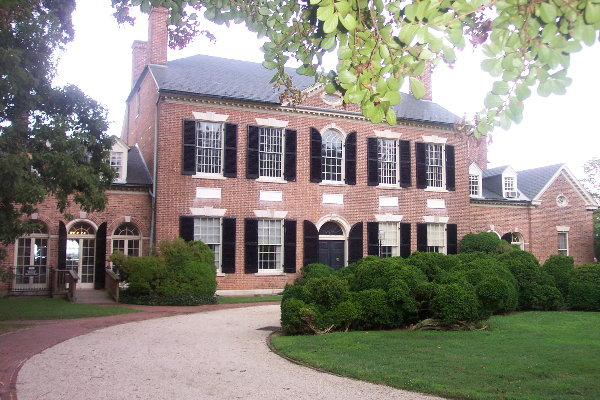
Woodlawn Plantage 1957 als erste historische Stätte angekauft

Im Jahre 1947 wurde eine Sitzung von David E. Finley, Jr. zusammengerufen, die in der Entstehung des National Council for Historic Sites and Buildings mündete. Diese Gruppe war in der Lage die Zustimmung des Kongresses (englisch: congressional charter) für die Nationale Treuhandgesellschaft zum Erhalt von Geschichte zu erhalten, eine Urkunde, die Präsident Harry S. Truman am 26. Oktober 1949 unterschrieb. Finley leitet als erster Vorsitzender den Vorstand der Nationalen Treuhandgesellschaft für die ersten 12 Jahre.
1957 wurde die Woodlawn Plantage als erste historische Stätte angekauft. Im Laufe des nächsten Jahrzehnts wuchs der National Trust zur führenden nationalen Organisation in der Denkmalpflege heran. Sie begannen, mit Bürgern und Stadtplanungsbeamten in Gesetzgebungsfragen zusammenzuarbeiten, einschließlich Verordnungen auf Bundes-, Landes- und kommunaler Ebene zur Denkmalpflege. Mitarbeiter des National Trust reisten auch in Teile des Landes, um örtliche Gemeinden bei Erhaltungsprojekten zu beraten. 1966 verabschiedete der Kongress den National Historic Preservation Act, ein für die Denkmalschutzbewegung wichtiges Gesetz. Das Gesetz stellte auch Bundesmittel zur Unterstützung der Arbeit des National Trust zur Verfügung. Die staatliche Finanzierung endete 1996, als der National Trust vollständig privat finanziert wurde.
Nach der Verabschiedung des National Historic Preservation Act erweiterte der National Trust seinen Auftrag über die Verwaltung historischer Stätten hinaus. Im Jahr 1969 richtete der National Trust den Preservation Services Fund ein, um lokale Erhaltungsprojekte finanziell zu unterstützen. 1971 eröffnete der National Trust seine erste Außenstelle in San Francisco. Mit dem Wachstum der Organisation weitete der National Trust seine Arbeit aus, die aus Programmen, Bildung und anwaltschaftlicher Hilfe bei rechtlichen Problem bei Denkmälern bestand. Im Jahr 1980 initiierte der National Trust das National Main Street Center, das sich auf die Revitalisierung historischer Geschäftsviertel spezialisiert hatte und inzwischen zu einer Tochtergesellschaft geworden ist.
Ab 2010 bis 2018 lenkte die langjährige Präsidentin der Organisation Stephanie Meeks die Arbeit des National Trust auf einen zielgerichteteren, ursachenorientierten Ansatz und führte eine robustere Kontaktaufnahme mit lokalen Denkmalschützern durch. Als Teil dieses neuen Ansatzes initiierte der National Trust 2011 das Portfolio der National Treasures (Nationalen Schätze), das speziell bedrohte Stätten identifiziert und Strategien zu deren Erhaltung entwickelt. Um die Rettung bedrohter historischer Stätten zu fördern wurde schon ab 1988 zur Veröffentlichung der jährlichen Liste der 11 am meisten gefährdeten historischen Stätten Amerikas (America's Most Endangered Places).
Im Jahr 2013 zog der Hauptsitz des National Trust vom Andrew Mellon Building in den historischen Watergate-Bürokomplex um. Meeks sagte in einer Erklärung zu diesem Umzug: „Die Wahl des Watergate zeigt unser anhaltendes Engagement für die Anerkennung und den Schutz wichtiger Orte aus jeder Epoche der amerikanischen Geschichte, einschließlich der jüngsten Vergangenheit“.

## Arbeit
Im Januar 2020 hatte der National Trust nach eigenen Angaben rund 300.000 Mitglieder und Unterstützer.
Neben der Leitung von Kampagnen und bietet der National Trust eine wachsende Bildungsressource durch das Preservation Leadership Forum, das Artikel, Zeitschriften, Fallstudien, Konferenzen und Schulungen anbietet. Der National Trust gibt das vierteljährlich erscheinende Preservation Magazine sowie Online-Geschichten heraus.
Die derzeitige Arbeit des National Trust konzentriert sich auf den Aufbau Gruppen um durch eine anpasste Wiederverwendung historischer Stätten, die Erhaltung und Stärkung der kulturellen Vielfalt durch den Schutz von Stätten von kultureller Bedeutung, das Eintreten für eine bessere Verwaltung historischer Stätten auf öffentlichem Land und führende Innovationen bei der Verwaltung historischer Stätten.

## Orte und Gebäude der Treuhandgesellschaft
Der National Trust arbeitet an historischen Stätten, die sich im Besitz des National Trust befinden und von ihm betrieben werden (Stewardship-Stätten), ferner Stätten, die sich im Besitz des National Trust befinden, aber nicht von ihm betrieben werden (Co-Stewardships) mit vertraglich gebundene Partnerunternehmen und Standorte, die weder im Besitz des National Trust sind noch von ihm betrieben werden, aber durch Kooperationsvereinbarungen in die Arbeit einbezogen sind.

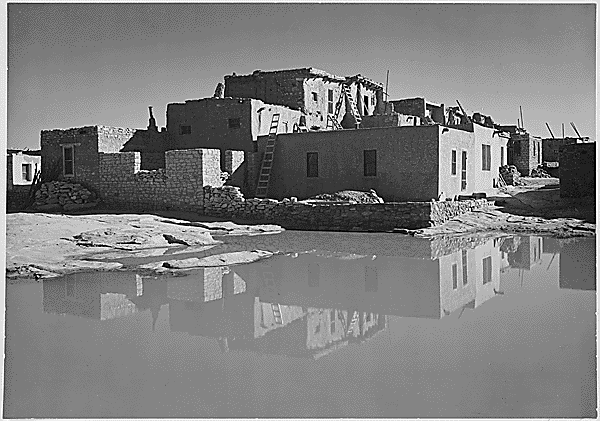
Acoma Pueblo

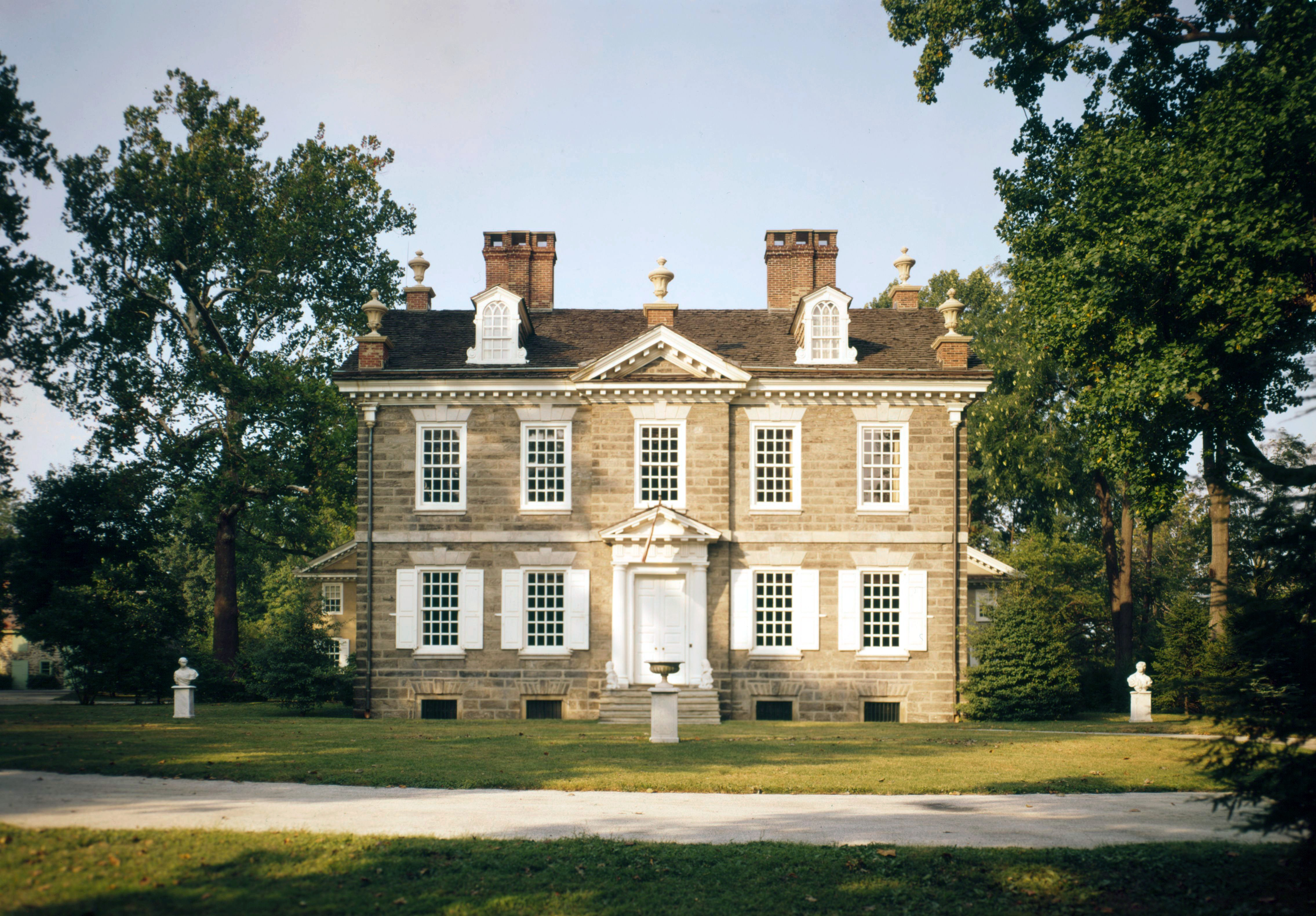
Cliveden

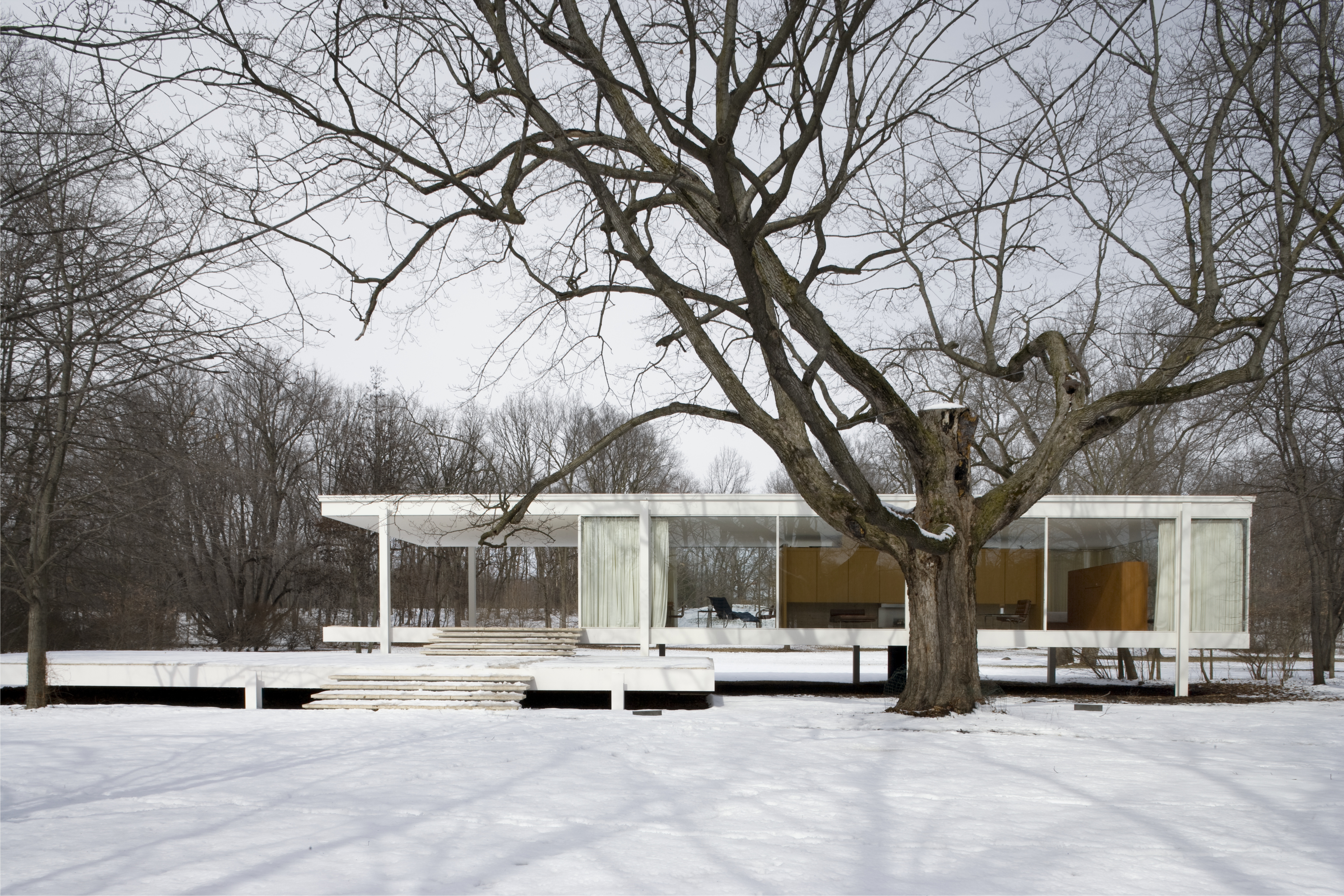
Farnsworth House

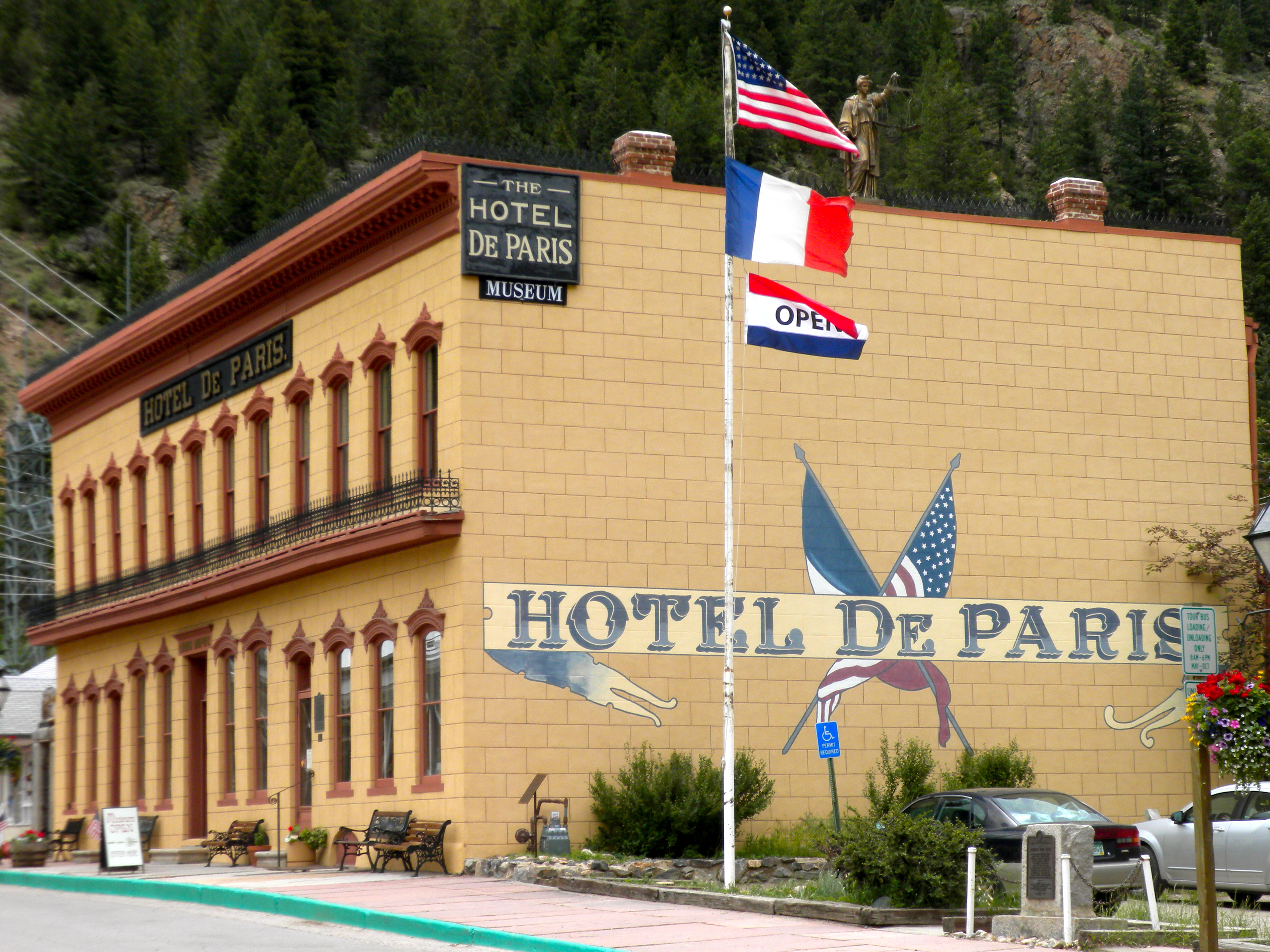
Hotel de Paris

Es existieren 2017 27 Orte, die von der Treuhandgesellschaft als Historic Sites (Orte der Geschichte) ausgezeichnet wurden.
Einige Orte und Gebäude, wo der National Trust aktiv ist:
- Acoma Sky City, Acoma Pueblo, New Mexico
- African Meeting House and Abiel Smith School, Boston, Massachusetts
- African Meeting House and Seneca Boston-Florence Higginbotham House, Nantucket, Massachusetts
- Belle Grove, Middletown, Virginia
- Brucemore, Cedar Rapids, Iowa
- Chesterwood, Stockbridge, Massachusetts
- Cliveden, Philadelphia, Pennsylvania
- Cooper-Molera Adobe, Monterey, Kalifornien
- Decatur House, Washington, D.C.
- Drayton Hall, Charleston, South Carolina
- Farnsworth House, Plano, Illinois
- Filoli, Woodside, Kalifornien
- President Lincoln’s Cottage, Washington, D.C.
- Gaylord Building, Lockport, Illinois
- Glass House, New Canaan, Connecticut
- Hotel de Paris Museum, Georgetown, Colorado
- James Madison’s Montpelier, Orange, Virginia
- Kykuit, Tarrytown, New York
- Lower East Side Tenement Museum, New York City, New York
- Lyndhurst, Tarrytown, New York
- Oatlands, Leesburg, Virginia
- Pope-Leighey House, Alexandria, Virginia
- President Woodrow Wilson House, Washington, D.C.
- The Shadows, New Iberia, Louisiana
- Touro Synagogue, Newport, Rhode Island
- Villa Finale, San Antonio, Texas
- Woodlawn, Alexandria, Virginia